# Passivhaus
Passivhaus (del alemán casa pasiva, y del inglés passive house standard) es un estándar para la construcción de viviendas originado a partir de una conversación (en mayo de 1988) entre los profesores Bo Adamson de la Lund University, Suecia, y Wolfgang Feist del Institut für Wohnen und Umwelt (Instituto de Vivienda y Medio Ambiente).

## Concepto
Se basa en levantar construcciones que cuenten con gran aislamiento térmico, un riguroso control de infiltraciones, y una máxima calidad del aire interior, además de aprovechar la energía del sol para una mejor climatización, reduciendo el consumo energético en el orden de un 70 % (sobre las construcciones convencionales).
Fue desarrollado a partir de numerosas investigaciones, con financiación del estado Alemán de Hesse.

## Ventajas del edificio Passivhaus en clima mediterráneo
La casa Passivhaus tiene un consumo muy bajo de energía para calefacción y refrigeración. Comparado con la normativa vigente actual en Alemania, gasta aprox. un 80% menos de energía para su acondicionamiento térmico.
En el caso de Passivhaus España, y ya que dicho país tiene un clima menos severo, se podría llegar a una mejora del 60% respecto al consumo estándar de un edificio nuevo, y se conseguiría así la mejor clasificación energética posible: clase A.
Según la definición del proyecto de investigación europeo “Passive-on”, la casa Passivhaus en clima mediterráneo tiene que cumplir las siguientes condiciones:
- Demanda máxima de energía útil para calefacción, 15 kWh/m²año.
- Demanda máxima de energía útil para refrigeración, 15 kWh/m²año.
- La envolvente del edificio debe tener una estanqueidad igual o menor de 0,6 volúmenes/h (medida con una presión de 50 Pascales).
- Consumo máximo de energía primaria para calefacción, refrigeración, agua caliente sanitaria (ACS) y electricidad, 60 kWh/m²año.

## Historia

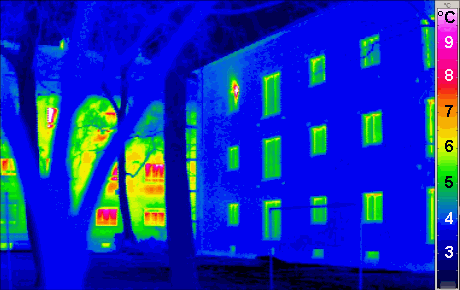
Termograma de un edificio construido conforme al estándar Passivhaus (al frente y a la derecha). Puede compararse con el de una edificación de tipo tradicional (al fondo y a la izquierda).

El primer edificio construido con el estándar Passivhaus se localizó en Darmstadt, Alemania, en 1990, y fue ocupado en los años siguientes. En septiembre de 1996 el Passivhaus-Institut fue fundado en Darmstadt con el objetivo de promocionar y controlar este estándar. Se estima que se han construido miles de casas con el Estándar Passivhaus. muchas de estas en Alemania y Austria.
Después de que este estándar fuera validado en Darmstadt, se creó en 1996 el Grupo de Trabajo 'Economical Passive Houses Working Group'. Una vivienda que cumpla este estándar se estima que reducirá en un 90% la demanda de energía en calefacción. Este desarrollo solamente fue posible a partir de haberse desarrollado sistemas de ventilación y vidriados de alta eficiencia energética. Paralelamente, algunas casas pasivas fueron construidas en Stuttgart (1993), Naumburg, Hesse, Wiesbaden, y Colonia (1997).
Los productos desarrollados por "Passivhaus" fueron comercializados en la Unión Europea con los auspicios del proyecto CEPHEUS. En los EE. UU. el primer edificio construido con el Estándar Passivehouse se localizó en Urbana, Illinois en 2003, y el primer edificio certificado fue construido en Waldsee, Minesota, en 2006.